# Arthur Meighen
Arthur Meighen (16. června 1874 Anderson – 5. srpna 1960 Toronto) byl kanadský politik, premiér Kanady v letech 1920 až 1921 a od června do září 1926. Vedl Konzervativní stranu (Conservative Party of Canada) od roku 1920 do roku 1926 a od roku 1941 do roku 1942. Byl považován za nepřekonatelného řečníka, zvláště v parlamentních debatách. Jeho rodina pocházela z hrabství Londonderry v Irsku. Vystudoval matematiku na Torontské univerzitě (1896) a poté ještě přidal titul z práv. Poté, co se roku 1903 kvalifikoval pro výkon advokacie, přestěhoval se do Portage la Prairie v Manitobě. V roce 1908 se stal prvně poslancem Dolní sněmovny, v roce 1913 byl jmenován do kabinetu premiéra Roberta Bordena. Zastával zde specifickou pozici zvanou "Solicitor General" (1913–1917), později byl ministrem vnitra (1917–1920). V červenci 1920 vystřídal Bordena jako vůdce konzervativců a zároveň ho nahradil i na postu premiéra. Stal se prvním kanadským premiérem narozený po vzniku Kanadské konfederace. V roce 1921 vedl úspěšnou kampaň proti obnovení anglo-japonské aliance. Přesvědčen, že hlavní hrozba pro kanadskou národní existenci pochází z ekonomické síly Spojených států, obhajoval protekcionistický tarifní systém. Utrpěl těžkou porážku ve volbách v roce 1921 od Mackenzieho Kinga a jeho Liberální strany. Ztratil premiérskou funkci i poslanecký mandát, ale znovu vstoupil do parlamentu prostřednictvím doplňovacích voleb v roce 1922 a zůstal vůdcem opozice. Meighenovo krátké druhé premiérské období v roce 1926 bylo důsledkem „aféry King-Byng“ (generální guvernér Kanady, lord Byng, odmítl žádost premiéra Kinga o rozpuštění parlamentu a vypsání voleb, načež King na protest rezignoval). Brzy však byla druhé Meighenově vládě vyslovena nedůvěra a konaly se volby, v nichž konzervativci značně oslabili na úkor Kingových liberálů. Po prohraných volbách Meighen rezignoval na post předsedy strany a opustil politiku. Vrátil se pak k advokátní praxi. V roce 1932 zažil politický comeback, když byl jmenován do Senátu. Ve vládě premiéra Richarda Bedforda Bennetta byl záhy jmenován ministrem bez portfeje (1932–1935). V roce 1941 se Meighen stal podruhé vůdcem konzervativců, po rezignaci Roberta Maniona. Neúspěšně se pokusil znovu vstoupit do Dolní sněmovny v doplňovacích volbách a krátce poté rezignoval na funkci předsedy strany. Opět se pak vrátil k advokacii.